# Sora (Kingdom Hearts)
Pour les articles homonymes, voir Sora.
 (mai 2017).
Si vous disposez d'ouvrages ou d'articles de référence ou si vous connaissez des sites web de qualité traitant du thème abordé ici, merci de compléter l'article en donnant les références utiles à sa vérifiabilité et en les liant à la section « Notes et références ».
Sora est le personnage principal de Kingdom Hearts. Meilleur ami de Riku et Kairi, il est choisi par la Keyblade comme étant son maître.

## Biographie

### Kingdom Hearts: Birth By Sleep
Birth by Sleep se déroule dix ans avant Kingdom Hearts. Sora y apparaît, accompagné de son ami Riku, âgés respectivement de quatre et cinq ans.
Quatre ans auparavant, Maître Xehanort emmène Ventus sur l'Ile du destin pour le laisser mourir, car le maître lui avait détruit son cœur. Or, c'est le jour où Sora est né, ainsi son cœur et celui de Ventus se sont liés, ce qui a permis à Ventus de survivre.
À la fin du jeu, Ventus est dans un sommeil qui semble éternel, mais son cœur est en vie. Ce dernier se cache en Sora qui l'avait déjà accueilli par le passé, afin d'être protégé jusqu'à son réveil. Cela explique la ressemblance entre Ventus et Roxas, et le choix de Sora comme Maître de la Keyblade.

### Kingdom Hearts
Sora vit en paix sur l'Île du Destin avec Kairi et Riku quand, une nuit, le monde est détruit par les Sans-cœur. Sora découvre alors qu'il est le maître de la Keyblade mais ne peut repousser l'assaut des monstres et se retrouve à la Ville de Traverse. Sora y rencontre Donald et Dingo puis commence à rechercher ses amis. Il apprend plus tard que Riku est lui aussi à la recherche de Kairi, mais qu'il s'est allié à Maléfique, maîtresse des Sans-cœur. Mais quand ils retrouvent Kairi, il s'avère qu'elle a perdu son cœur. Sora choisit alors de se sacrifier en libérant son cœur pour libérer celui de Kairi qui s'est réfugié en Sora lors de la destruction de leur île.
Sora repart ensuite fermer la porte qui allait libérer les Ténèbres, mais doit se séparer de Kairi.

### Kingdom Hearts: Chain of Memories
En entrant dans le Manoir Oblivion pour chercher Riku et le Roi Mickey, il trouve quatre membres faisant partie d'un groupe appelé l'Organisation XIII : Axel, Larxene, Vexen et Marluxia.
Pendant leur traversée des étages du manoir, Sora et ses amis rencontrent leurs anciens alliés, qui les avaient oubliés en entrant dans le manoir. Mais ils découvrent peu après que les endroits qu'ils visitent ne sont qu'une projection de souvenirs de leur ancienne aventure.
Plus ils montent, plus les trois comparses oublient leurs anciennes péripéties. Mais Sora commence à se souvenir d'une fille qui ressemble à Kairi et passe son temps à dessiner. En montant, Sora finit par oublier Kairi. Cette jeune fille, prénommée Naminé n'a en réalité jamais rencontré Sora, et est prisonnière de Marluxia, qui l'oblige à modifier la mémoire du garçon par le biais de son pouvoir. Axel libère Naminé, qui s'empresse d'aller se confier à Sora. La vérité l'ébranle et il se met alors en quête de Marluxia, pour pouvoir ensuite récupérer ses souvenirs perdus. Il est obligé de combattre Axel, puis Naminé est enlevée une nouvelle fois par Marluxia. Mais Sora le vainc, et, pour retrouver sa mémoire que Naminé a réécrite, il doit dormir dans une fleur de verre.

### Kingdom Hearts: 358/2 Days
Durant pratiquement la totalité de l'histoire, Roxas voyage de monde en monde, et parmi eux, ceux qu'a visités Sora, tel que le Colisée de l'Olympe ou le Pays des Merveilles. Plusieurs fois, le Numéro XIII exécuta les mêmes mouvements que son être originel. Il est même arrivé à Roxas de s'évanouir lorsque Naminé dut commencer à reconstruire la mémoire de Sora.
Bien que Sora dorme pendant la quasi-totalité du jeu, il est au centre de l'intrigue, de par son lien avec Roxas et Xion, et le fait que ces derniers soient nécessaires à son réveil. Toutefois, lorsque la Clé du Destin se trouve sur l'île natale de Sora, et que Zexion parle avec Riku, sa mémoire devient confuse et Roxas se transforme en Xion, puis en Riku, et enfin en Sora.
Vers la fin du jeu, Xion commence peu à peu à perdre le « visage ressemblant à celui de Kairi » pour Roxas ou le « visage ressemblant à celui de Naminé » pour Axel et commence à prendre celui de Sora, voire, commence à prendre son entière identité. En effet, avant que Roxas ne la combatte, Xion soulève sa capuche et la tête de Sora fait face au Numéro XIII. Elle réintègrera finalement son vrai soi après le combat épique contre la Clé du Destin.
Lors de la bataille à Illusiopolis, où se combattent Roxas et Riku, ce dernier appelle le Numéro XIII « Sora » pour voir comment il réagirait. Roxas commença alors à s'énerver, mais en ayant exactement la même expression que son être d'origine. Riku confirma alors ce que disait DiZ : Roxas est bel et bien le Simili de Sora. Mais la Clé du Destin réplique et le garçon aux cheveux gris est obligé d'utiliser le pouvoir des Ténèbres dans son cœur pour stopper Roxas.
Lorsque DiZ réapparaît, Riku, sous la forme d'Ansem, l'informe que Roxas pouvait sentir Sora. Mais Ansem le Sage, avec la haine qu'il a envers les Simili, nie catégoriquement cette réalité, affirmant qu'un Simili ne peut rien ressentir. Riku termine alors son dialogue par « S'il avait rencontré Sora, les choses auraient peut-être été différentes ». Et bien que Roxas soit évanoui, la voix de Xion retentit dans sa tête, disant qu'elle est issue de Sora et de Roxas, et que les souvenirs qui sont en Sora ne disparaîtront jamais.
Lorsque enfin, la Clé du Destin se réveille dans la Cité du Crépuscule virtuelle, il se rend compte qu'il avait, une fois de plus, rêvé de Sora.

### Kingdom Hearts II
Un an plus tard, Sora se réveille dans le manoir de la Cité du Crépuscule, ayant retrouvé la mémoire mais ayant perdu tout souvenir des raisons de sa présence dans les lieux et des évènements survenus dans le Manoir Oblivion. Ne reste comme trace de l'année passée que la taille de Sora, qui a grandi, et une mystérieuse phrase dans le journal de Jiminy Criquet : « Remercier Naminé ». Il se remet alors en quête de Riku, Kairi et du roi Mickey après avoir rencontré les habitants de la Cité du crépuscule, ainsi que le grand sorcier Yen Sid et les trois bonnes fées, qui lui font don d'une nouvelle tenue à sa taille dotée de pouvoirs magiques.
Sora, Donald et Dingo retrouvent finalement leurs amis dans Illusiopolis, ville créée par les Simili et les membres de l'Organisation XIII, qui veulent utiliser les cœurs libérés par Sora pour créer un nouveau Kingdom Hearts. Mais Ansem le Sage parvient à le détruire, et Sora et Riku se chargent de Xemnas, le leader de l'Organisation. Après la victoire, ils rejoignent leurs amis sur l'Île du Destin, mais un nouveau message du Roi arrive.

### Kingdom Hearts: Coded
Un double de Sora, créé par le Roi Mickey à partir des données, part résoudre les mystères d'un message apparaissant dans le journal de Jiminy : « Nous devons revenir pour les libérer de leurs tourments ». Cette réplique de Sora fut créée pour détruire les « bugs » dans le journal.
Ce Sora découvre au fur et à mesure les personnages des souvenirs du vrai Sora et affronte des adversaires dont la force est améliorée par les bugs. À chaque fois que Sora finit de découvrir un monde, l'équipe découvre des souvenirs du journal qu'ils n'a jamais vus. Lorsque Sora triomphe de Jafar à Agrabah, Maléfique surgit et brise la Keyblade du héros en la qualifiant de copie. Plus tard, lors de son affrontement avec Pat, Sora sauve Donald et Dingo en créant une Keyblade qui possède sa « propre force » et ne dépend plus du journal. Mickey dit alors que même un Sora virtuel possède un cœur et que la puissance de ce dernier a créé cette clé, encore un exploit mystérieux de la Keyblade.
Sora affronte par la suite la source des bugs du journal : lui-même dans sa forme de Sans-cœur. Il permet ainsi aux autres de quitter le monde virtuel en échange de sa mémoire. Mais les bugs se re-concentrent dans un monde inconnu du journal : le Manoir Oblivion. Ici Sora découvre un garçon encapuchonné qui essaie de le décourager d'avancer car s'il avance, sa mémoire laissera place à de la douleur. Après avoir découvert de nouvelles voies et perdu des souvenirs de ceux qu'il aimait, Sora décide d'accepter la douleur et d'aller de l'avant. Le mystérieux garçon le défie lui disant qu'il ne sait rien de la douleur. Il invoque deux Keyblade antagonistes : Tendre Promesse et Souvenir Perdu. Après la bataille, il décide de fusionner avec Sora, prétextant avoir été créé dans le but de le tester et qu'il a réussi. Sora ressent alors une immense peine pour ce garçon qui ne lui était pas inconnu. Il part voir Naminé qui lui explique que la source des bugs vient de souvenirs extérieurs à Sora qui se sont glissés en lui. Lorsque Naminé a recréé les souvenirs de Sora, ces souvenirs a empêché le journal de se reformer. En acceptant la douleur qu'il provoque, le Sora virtuel s'empare de ces souvenirs : la mémoire d'un jeune garçon qui a pour seuls repères son amitié et une promesse faite sous un clocher au crépuscule, la mémoire d'une jeune fille qui n'avait pas d'« identité » et qui s'est sacrifiée pour son ami, ainsi que la mémoire d'un guerrier lié à jamais au mythe de la Keyblade. Le Sora virtuel promet alors qu'il racontera au vrai Sora ce qu'il avait vu.
Mickey va voir le vénérable Yen Sid et lui annonce avoir retrouvé le cœur de Ventus. Yen Sid répond que depuis la mort d'Ansem et de Xemnas, le véritable Xehanort est revenu à la vie. Il envoie donc Mickey chercher Sora et Riku. Le véritable Sora n'apparait que dans la dernière scène, où il reçoit la lettre du Roi Mickey. Le Roi lui annonce qu'il devait partir pour une autre quête : sauver ceux qui lui étaient connectés, Roxas, Xion, Axel, Terra, Aqua ainsi que Ventus. Pour cela il sera accompagné de Mickey et Riku et devra passer avec ce dernier un examen pour montrer leurs Symboles de Maîtrise.

### Kingdom Hearts 3D: Dream Drop Distance
Yen Sid souhaite faire passer l'Examen du Symbole de Maîtrise à Sora et Riku. Il envoie alors les deux héros dans le Domaine des Rêves, où ils devront réveiller les mondes endormis. 
Vers la fin du jeu, un mystérieux personnage, vêtu du manteau de l'Organisation apparaît devant Sora. Il s'agit en fait de la version jeune de Maître Xehanort, qui à voyagé dans le temps. Il endort Sora et l'emmène à Illusiopolis. Là, Sora découvre la "Véritable Organisation XIII",, avec Maître Xehanort comme chef. Ils souhaitent faire de Sora leur treizième membre, mais il sera sauvé par Riku, Donald, Dingo et Lea. Le Vértiable Organisation prend alors la fuite, disant que leur temps était compté, mais qu'ils reviendrait bientôt pour le combat final.
Ensuite, Yen Sid annonce que seul Riku a réussi l'Examen. Sora s'en fichait d'avoir échoué et félicita son ami.

### Kingdom Hearts III
Yen Sid, cherchant un moyen d'empêcher l'Organisation XIII de forger la X-Blade, annonce à Sora qu'il devra parcourir divers mondes afin d'obtenir le "Pouvoir de l’Éveil", qui permet de réveiller un cœur endormi. En se rendant à La Cité du Crépuscule, Ienzo contacte Sora, et lui informe qu'il a un autre cœur qui sommeille en lui, et que ce cœur doit sûrement être celui de Roxas. Il apprend alors qu'il y a un moyen de faire revivre Roxas en tant qu'être à part entière. Il faut pour cela utiliser un réceptacle vide fabriqué par Even/Vexen, mais ce dernier reste introuvable.
Après avoir parcouru différents mondes, Sora, Donald et Dingo se rendent aux îles du Destin où Sora trouve la Keyblade d'Aqua abandonnée dans le sable. Sora va dans le Monde des Ténèbres via un portail, et arrive juste à temps pour secourir Riku et Mickey aux prises avec une Aqua ayant succombé aux ténèbres. Il aide Riku et Mickey à sauver Aqua et à la ramener aux Iles du Destin. Sora, Donald, Dingo et Aqua s'aventurent ensuite vers le Manoir Oblivion, car c'est là qu'Aqua avait caché Ventus, qui est toujours endormi. Aqua déverrouille alors la serrure du Manoir, qui retrouve sa forme originelle, la Contrée du Départ. Mais Vanitas apparait, commence à se battre contre Aqua et prend le dessus. Heureusement, Sora parvient à libérer le coeur de Ventus, toujours endormi en lui. Ce coeur retourne alors dans son véritable corps, et put sauver son amie des griffes de Vanitas. Ce dernier prend alors la fuite.
De retour à la tour de Yen Sid, le Maître de la Keyblade annonce que les Sept Gardiens de la Lumière (Sora, Riku, Kairi, Mickey, Aqua, Ventus et Lea) étaient enfin réunis, et que le combat final approche. Sora lui, jura de sauver Terra, Roxas et Naminé.
Arrivé à la Nécropole des Keyblade, le groupe fut balayé et tué par Terra, toujours sous l'emprise de Xehanort. Sora se réveille alors au Monde Final, mais seul son âme y réside. Il y retrouve notamment Naminé, et rencontre également Chirithy. Ce dernier l'informe qu'il pourra revenir à la vie, à condition de rassembler tous les fragments de son corps. Une fois cette tâche accomplie, Sora utilise le Pouvoir de l’Éveil pour ramener ses amis à la vie, et revenir quelques instants dans le passé avant que Terra ne les tue. Cependant, Sora est prévenu par le Jeune Xehanort qu'il utilise mal son Pouvoir, et que s'il continue, il finira par en payer le prix. Les Gardiens se retrouvent ainsi à nouveau au moment où Terra s'apprête à leur donner le coup fatal ; mais ils seront cette fois ci sauvés par la Volonté Persistante, l'armure de Terra, contactée par Naminé depuis le Monde Final. Par la suite, les Gardiens éliminent la plupart des membres de l'Organisation. Ils parviennent également à libérer Terra de l'emprise de Xehanort, et seront aussi rejoints par Roxas, qui a pu trouver un réceptacle, ainsi que Xion. Bien qu'elle soit membre de la Véritable Organisation XIII, elle change aussitôt de camp après avoir récupéré ses souvenirs et rejoint nos héros.
Le groupe arrive enfin devant Maître Xehanort. Il s'empare du cœur de Kairi, obtient la X-Blade, et invoque Kingdom Hearts. Au terme d'un combat épique, Sora, Donald et Dingo parviennent à défaire Maitre Xehanort. C'est alors que l'esprit d'Eraqus apparaît, et convainc son vieil ami d'arrêter cette folie. Xehanort, vaincu, confie la X-Blade à Sora, et accompagné d'Eraqus, leurs esprits partent tous les deux dans le Kingdom Hearts, et Sora le scelle. 
Il utilisera une dernière fois son Pouvoir de l’Éveil afin de ramener Kairi. Mais une fois fait, Sora finira par disparaître, ceci étant le prix à payer pour avoir mal utilisé le Pouvoir de l’Éveil.
Après le générique, on voit Sora se réveiller dans une mystérieuse ville, Quadratum.

## Création du personnage
Sora a été conçu par Tetsuya Nomura comme protagoniste de la série. À l'origine, le héros de la série Kingdom Hearts devait n'être autre que Mickey. Mais Square Enix réclamant un héros humain, Sora prit ce rôle. On remarquera toutefois une ressemblance entre sa première tenue et le costume habituel de Mickey, par la présence d'un pantalon rouge, de gants blancs et de grosses chaussures jaunes, Nomura ayant élaboré Sora en se basant sur les concepts des personnages Disney.
Sora portait à l'origine une arme ressemblant à une tronçonneuse, mais cela n'a pas été bien reçu par Disney, qui demanda à Nomura de redessiner l'arme en Keyblade. Il avait aussi une queue de lion, mais celle-ci fût enlevée car il y avait trop de ressemblance avec Djidane Tribal du jeu Final Fantasy IX.

## Accueil
Sora est un personnage très apprécié des fans. Il fait partie des héros de jeux vidéo les plus connus au monde. Sora est rapidement devenu populaire grâce à sa Keyblade, à ses apparitions dans les histoires de Disney, son caractère attachant et aussi une histoire passionnante qui rend le personnage fascinant. Sa Keyblade est notamment culte, au même titre que l'Épée de Légende de Link.

## Autres apparitions
Sora apparaît comme personnage jouable dans d'autres jeux, tels que World of Final Fantasy, Final Fantasy Record Keeper, Final Fantasy: Brave Exvius, Disney Emoji Blitz, ainsi que Super Smash Bros. Ultimate.